# Heartbreaker (singolo G-Dragon)
Heartbreaker è un brano musicale di G-Dragon, leader dei Big Bang pubblicato come suo singolo di debutto da solista il 19 agosto 2009. Il singolo ha raggiunto la vetta di numerose classifiche in Corea le classifiche Mnet, Melon, e la KBS Music Chart. Il remix ufficiale del brano figura la collaborazione del rapper Flo Rida.

## Tracce
1. Heartbreaker – 3:23